# Stenochironomus zonarius
Stenochironomus zonarius är en tvåvingeart som beskrevs av Art Borkent 1984. Stenochironomus zonarius ingår i släktet Stenochironomus och familjen fjädermyggor. Inga underarter finns listade i Catalogue of Life.